# لیوار
لیوار یکی از روستاهای استان آذربایجان شرقی است که در دهستان ذوالبین بخش یامچی شهرستان مرند واقع شده‌است.
دکتر احد محمدی لیواری پدر علم اندازه شناسی ایران از مفاخر این روستا میباشند